# اشک و سکوت
اشک و سکوت فیلمی به کارگردانی و تهیه‌کنندگی اصغر نصیری محصول سال ۱۳۹۰ است.

## خلاصه داستان
یک مادر و دختر به نام پوران و ترانه در خارج از کشور زندگی می‌کنند. پوران برای دیدن مادرش که پیرزنی مریض است و در ایران زندگی می‌کند همراه با دخترش به ایران می آیند، او به دلیل اصرار زیادی که دارد مایل نیست کسی از آمدن آن‌ها به میهن آگاه شود اما ناخودآگاه یکی از همسایه‌های قدیمی آن‌ها را می‌بیند و ...

## بازیگران
لیلا بوشهری در نقش : پوران
زهرا اویسی در نقش : ترانه
کامران باختر در نقش : ایرج
مینا جعفرزاده در نقش : مادر پوران
محمدرضا نیک سرشت در نقش : سعید
هما خاکپاش در نقش : مادر سعید
میترا تبریزی در نقش : خاله ایرج
ملیکا شعبان